# Yao Aziawonou
Yao Aziawonou (Lomé, 30 novembre 1979) è un ex calciatore togolese, di ruolo centrocampista.

## Carriera

### Club
Aziawonou inizia la sua carriera con l'Étoile Filante, squadra della sua città natale. Nella stagione 1997-1998 si trasferisce in Francia, al Nantes, dove gioca per le giovanili e non ottiene neanche una presenza in prima squadra. La stagione successiva si trasferisce in Svizzera, al Sion, con il quale disputa appena 5 durante tutta la stagione. Passa poi al Wangen, squadra militante in Prima Lega, con la quale non scende mai in campo.
Nel 2000 si accasa al Basilea. La stagione successiva viene ceduto in prestito al Thun, dove rimane per due stagioni. Tornato al Basilea viene di nuovo ceduto in prestito, stavolta al Servette dove rimane per una sola stagione. Nel 2004-2005 viene ceduto, ancora in prestito, allo Young Boys dove poi si accasa definitivamente. Nel 2006 lo Young Boys lo presta al Lucerna, fa poi ritorno allo Young Boys dove rimane fino al giugno 2007 quando gli scade il contratto che non viene rinnovato a causa di un infortunio accadutogli in una partita con la nazionale.
Nel 2008-2009 si accasa al Winterthur, con il quale disputa 20 partite in Challenge League. Rimasto svincolato, nel 2009-2010 approda al Grenchen, squadra militante in Prima Lega.
Scaduto il contratto con il Grenchen si ritira.

### Nazionale
Nel 2000 Aziawonou viene convocato dalla nazionale togolese per la coppa d'Africa.
Successivamente è convocato anche per la coppa d'Africa 2006, nella quale il Togo viene eliminato nel turno preliminare e per i mondiali 2006. Lascia la nazionale dopo i mondiali.
In totale vanta 34 presenze e un gol con la Nazionale togolese.